# Metapelma goethei
Metapelma goethei is een vliesvleugelig insect uit de familie Eupelmidae. De wetenschappelijke naam is voor het eerst geldig gepubliceerd in 1928 door Girault.